# Ertsveredeling
Ertsveredeling, concentratie of ertsverwerking is het bewerken van ertsen tot een voor extractieve metallurgie bruikbaar concentraat. Het metaalgehalte wordt opgedreven door onbruikbare stoffen (tailings) te verwijderen. 

## Methodes
Gezien dat ertsen uit verschillende mineralen bestaan, komt het erop aan deze van elkaar los te maken en vervolgens te selecteren.
Gebruikte technieken zijn:
- Reductie van de korrelgrootte of ontsluiting: 
  - breken
  - zeven
  - malen

- Selectie van de gewenste mineralen of scheiding:
  - scheiding door dichtheid
  - magnetische scheiding
  - elektrostatische scheiding
  - flotatie (scheiding door interactie met oppervlakte-actieve stoffen)

## Tailings
Naast het ertsconcentraat ontstaan ook de tailings. Het gaat hierbij meestal om een grote hoeveelheid, vooral als de ertsgraad (het gehalte aan nuttig metaal in het erts) laag is. De tailings zijn vaak milieugevaarlijk door een hoog gehalte aan zware metalen en een grote uitwendige oppervlakte. Het betreft hier immers gemalen gesteente.